# El arte de Walt Disney
El arte de Walt Disney: De Mickey Mouse a Toy Story (también conocido como El arte de Walt Disney) es un libro de Christopher Finch que cuenta los logros artísticos y la historia de Walt Disney y The Walt Disney Company. La edición original fue publicada en 1973; en los años 1975, 1995, 2004 y 2011 se publicaron otras ediciones revisadas y ampliadas. La edición más reciente abarca una amplia historia de la empresa y secciones específicas para el contenido del libro. Esta última edición también cuenta con un prólogo de John Lasseter.

## Información del autor
Christopher Finch nació en Guernsey, Inglaterra en 1939. Comenzó su carrera como pintor en París y en Londres en la Chelsea Art School, pero se pasó al ámbito de la escritura sobre arte para revistas. Continuó escribiendo sobre muchos artistas famosos y artistas pop, como Andy Warhol, Jasper Johns, Jim Dine, David Hockney, Ed Ruscha y otros. Los primeros libros que publicó fueron una colección de ensayos basados en su trabajo con artistas y artistas pop: Pop Art: Object & Image, Image as Language: Aspects of British Art y un monográfico sobre el trabajo de Patrick Caulfield. Más tarde, se convirtió en conservador asociado al Walker Art Center antes de irse a Nueva York para continuar escribiendo. Fue entonces cuando empezó el trabajo de The Art of Walt Disney y muchos otros títulos distinguidos. Después de una larga pausa sin hacer arte propio, en 1984 volvió a hacer gráficos, fotografía y pinturas, algunas de las cuales aparecieron en diversas galerías de los Estados Unidos.

## Historia

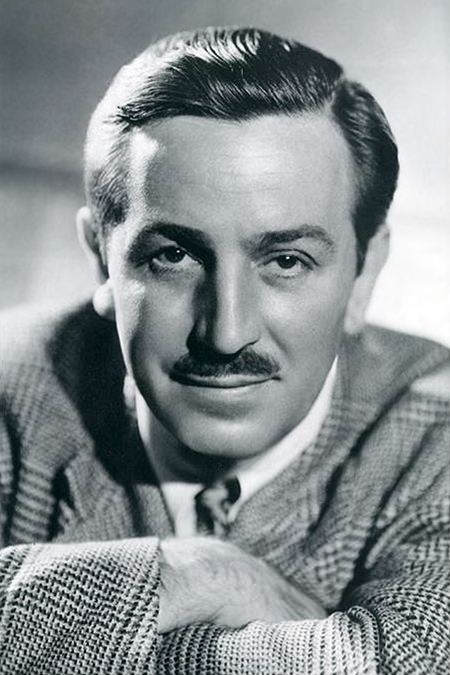
Walt Disney

Después de que Walt Disney se hiciera famoso por sus éxitos, Christopher Finch decidió escribir un libro llamado Art of Walt Disney. Originalmente publicado en 1973, el libro de Finch trata sobre las innovaciones de Walt Disney y ha estado revisado y ampliado muchas veces. A lo largo de estas diversas ocasiones, su definición de "arte" siempre cambia. Esta amplia revisión de la edición de 1973 contiene siete capítulos adicionales con ilustraciones a color de películas de Disney como La bella y la bestia, Aladdín y El rey león.

## Antecedentes de Disney y su arte
Walter Elias Disney nació el 5 de diciembre de 1901 en Chicago, Illinois. Se mudó con su familia a Marceline, Misuri, de pequeño. Tuvo cuatro hermanos que más tarde le ayudarían en su exitosa compañía. Poco después, Walt empezó a dibujar y pintar, incluso llegando a pintar animales de granja al lado de su casa familiar. Cuatro años más tarde, su padre enfermó y la familia tuvo que volver a Kansas City. Walt tuvo que ayudar, a sus nueve años, a repartir periódicos junto a su padre las horas antes de ir a la escuela; sin embargo, todavía continuaba su pasión por el arte. Al hacerse mayor, continuó con sus dibujos y empezó a vender sus obras a vecinos y amigos. En el instituto, su familia se trasladó de nuevo a Chicago, donde Walt era un miembro activo del periódico de su escuela, para el que dibujaba dibujos animados, mientras también dedicaba gran parte de su tiempo a la fotografía. En 1917, unió esfuerzos en Europa durante la Primera Guerra Mundial y después volvió finalmente a Kansas City para graduarse y empezar su primera serie de animación.

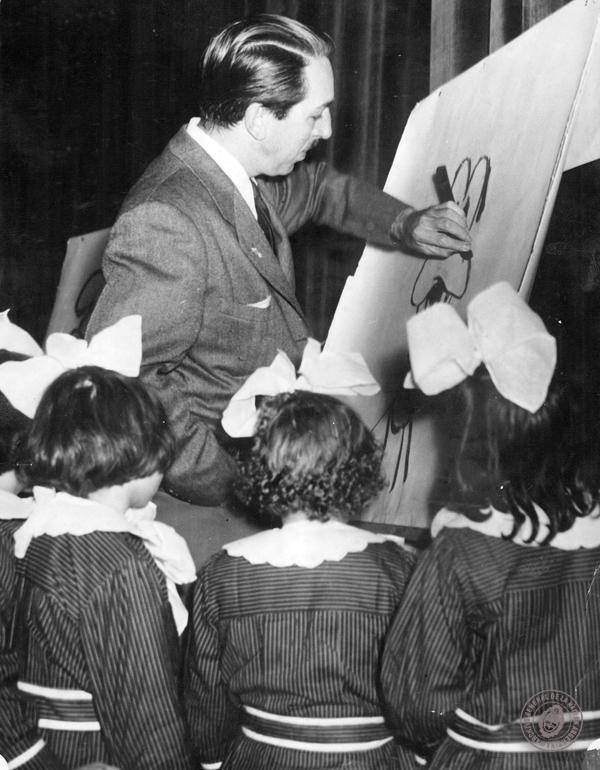
Walt Disney dibujando a Goofy

De joven, Walt no solo continuó dibujando y pintando, sino que también empezó a trabajar con animación y realizó breves videos animados para la compañía en la cual trabajaba en ese momento, Pesman-Rubin Commercial Art Studio. Walt finalmente dejó esta empresa a causa de los despidos y en cambio, decidió con su amigo, Ub Iwerks, crear su propia compañía llamada Iwerks-Disney Commercial Artists. Desgraciadamente, la empresa de Walt y Ub no duró mucho tiempo y pronto encontraron nuevos puestos de trabajo en una nueva empresa, la Kansas City Film Ad Company, conocida formalmente como Kansas City Slide Company. Aquí, Walt aprendió todavía ,ás sobre el arte de la animación y contribuyó en la creación de anuncios publicitarios antes de las películas. No pasó mucho tiempo después de que Walt decidiera dejar la Kansas City Film Ad Company para iniciar una otra propia, Laugh-O-Gram Films, donde creó su primer dibujo popular llamado Alice's Wonderland, que se convirtió en una serie llamada Alice Comedies. Desgraciadamente para Walt, no tenían suficiente dinero, hecho que provocó que muchos de sus empleados abandonaran su empresa y lo obligaran a declararse en quiebra. Se trasladó a Hollywood y fundó el Disney Brothers Studio.
En 1927, Walt creó un nuevo personaje llamado Oswald the Lucky Rabbit (Oswald el conejo afortunado), que se popularizó. Sin embargo, el distribuidor con quien trabajaba en ese momento, Charles Mintz, contrató a todos los empleados de la animación de Walt y le dijo que no tenía derechos sobre Oswald, porque la historieta no tenía derechos de autor bajo el nombre de Walt. Después, Walt, su hermano Roy O. Disney y Ub Iwerks se reunieron para crear todos los personajes nuevos, que Walt se aseguraría que poseía. Mickey Mouse se desarrolló pronto, un personaje que Walt creó inspirándose en un ratón de mascota sencillo que había tenido en su oficina de Misuri. Tuvo que pasar muchos obstáculos con Charles Mintz, su distribuidor, antes de ganarse los derechos de su personaje. El nombre de su empresa se cambió a The Walt Disney Studio el mismo año que se casó con Lillian Bounds, con quien tuvo dos hijas: Sharon y Diane. Durante la Segunda Guerra Mundial produjo algunos de los títulos favoritos de los fanes, como Fantasía, Pinocho, Dumbo y Bambi. Continuó teniendo un éxito monumental durante los años cincuenta y sesenta. Tiene el récord de la mayoría de los Premios Óscar ganados, el premio George Washington y la medalla presidencial a la libertad del presidente Lyndon B Johnson. En el año 1961, ayudó a fundar el Instituto de las Artes de California. Cinco años después, el 1966, murió a causa de un largo cáncer, pero su obra y su legado continúan.